# Florida (Luftraumüberwachungssystem)

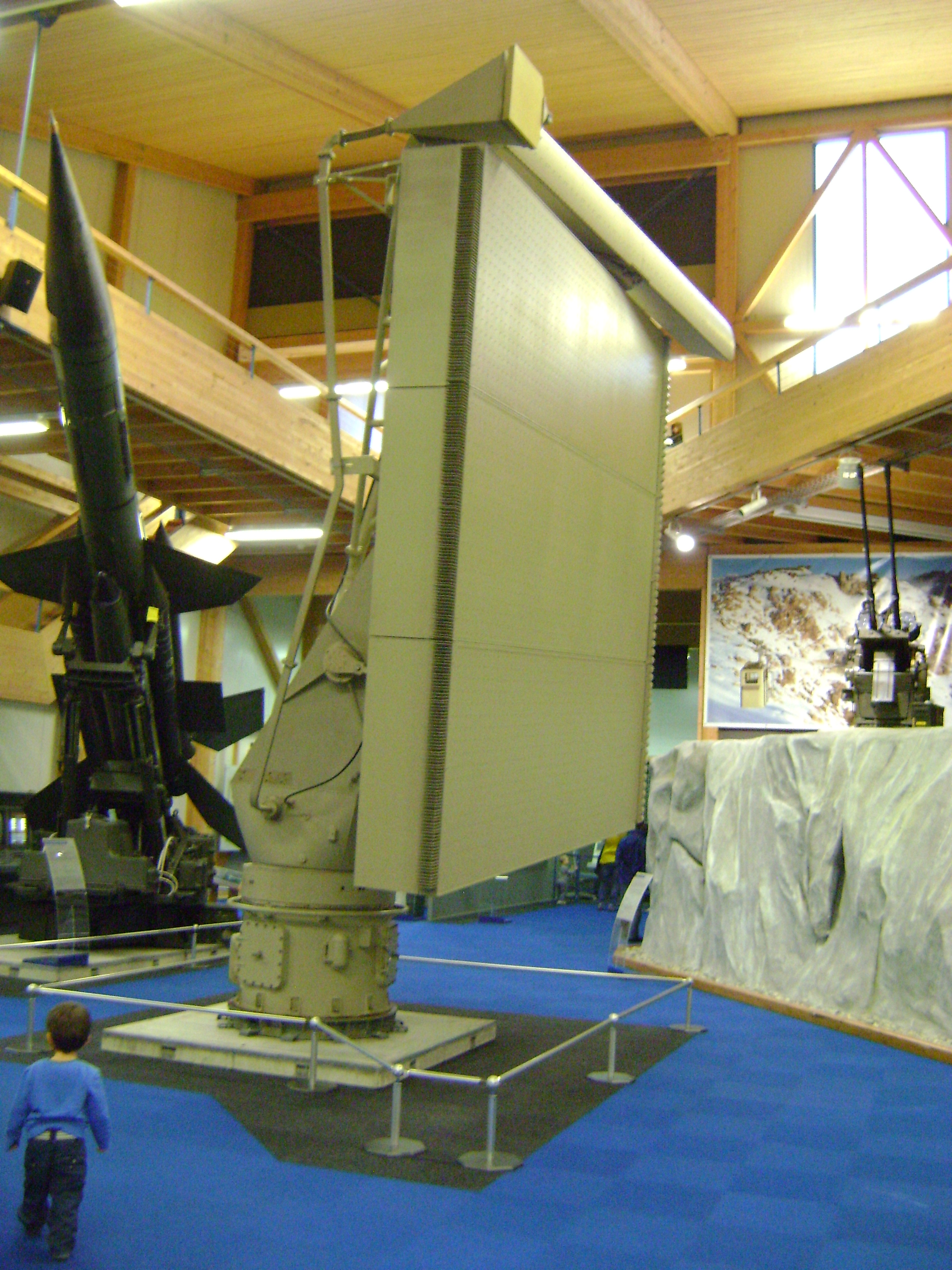
Florida-Radarantenne (Flieger-Flab-Museum Dübendorf)

Das Florida war ein Luftraumüberwachungssystem der Schweizer Luftwaffe des Herstellers Hughes Aircraft Company in Fullerton, Kalifornien, USA.

## Geschichte

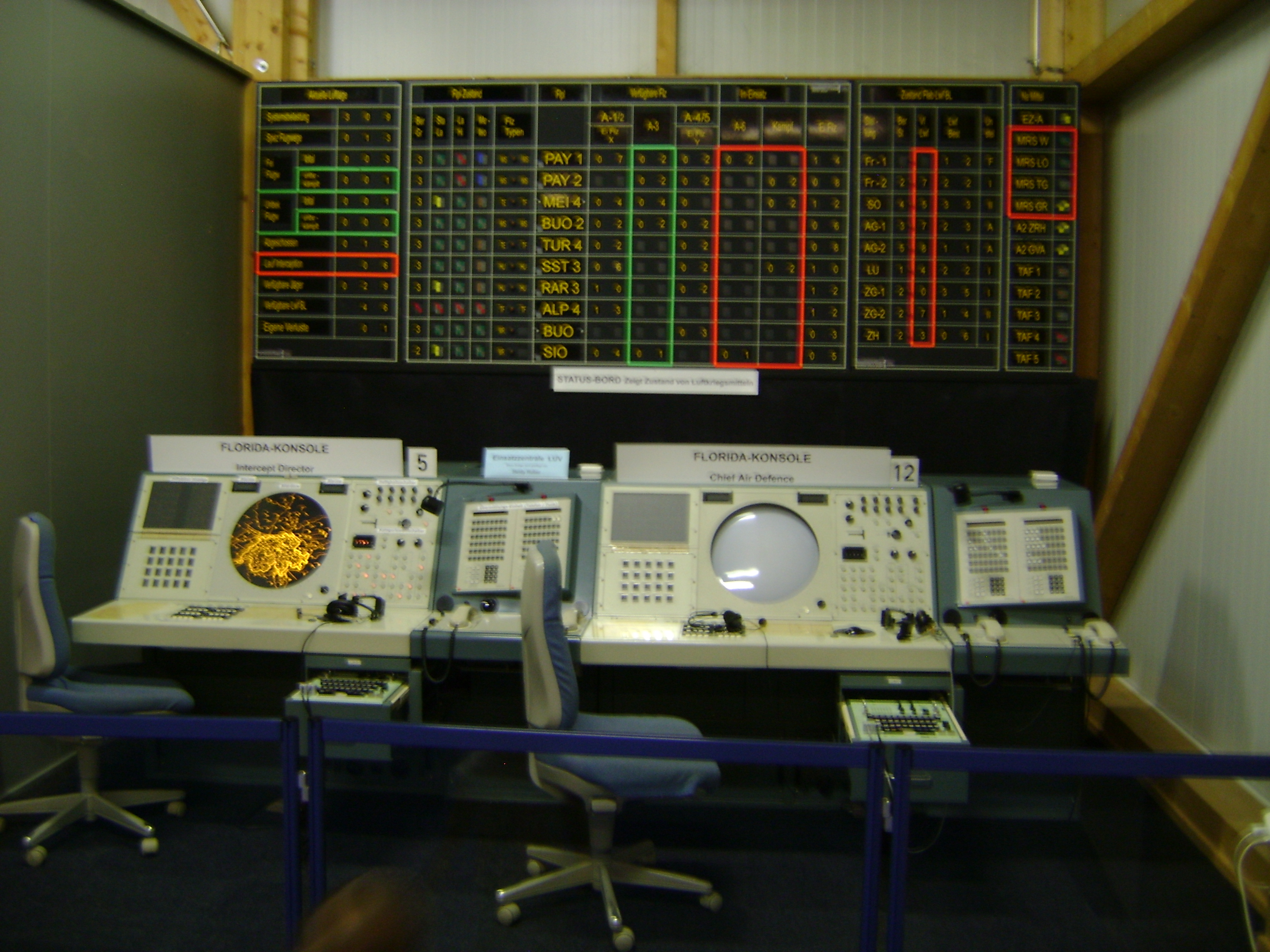
Florida-Einsatzzentrale EZ (Flieger-Flab-Museum Dübendorf)

Das Florida-Luftraumüberwachungs- und Führungssystem wurde während der Armee 61 ca. 1970 in Betrieb genommen und ersetzte das vorherige SFR-Luftraumüberwachungssystem. Die benötigten Investitionen wurden auf 200 Mio. CHF veranschlagt. Nicht mit einberechnet waren die Investitionen für bauliche Massnahmen.  Mit dem Florida-System war nun eine ununterbrochene Luftraumüberwachung möglich. Im Gegensatz zum SFR-System war das Florida-System schon teilweise automatisiert, was die Radardatenausgabe betraf, und war nebst der Überwachung auch fähig Abfangkurse zu berechnen. Die Radarantennen liessen sich zum Schutz vor meteorologischen Einflüssen (wie starke Winde oder Gewitter/Blitze) und militärischen Angriffen in den Berg einfahren. 
Die Bauarbeiten, besonders am touristisch erschlossenen Pilatus, waren weit sichtbar und liessen sich nicht geheim halten. Das Florida-System hatte nach dem Jahr 2001 seine Nutzungsdauer erreicht. Da ausserdem die Anforderungen nach 9/11 stiegen und auch die Verarbeitung von maximal 400 Flugobjekten gleichzeitig nicht mehr mit der Entwicklung des zunehmenden Flugverkehrs mithalten konnte, wurde das Florida-System im Jahr 2003 durch das aktuelle Luftraumüberwachungs- und Führungssystem FLORAKO ersetzt.

### Ein innovatives informationstechnisches Projekt
Florida gehörte zum komplexesten Rüstungsauftrag bis zu diesem Zeitpunkt in der Schweiz. Er umfasste eines der damals grössten Computerverbundsysteme in Europa, bei dem von den drei radarbestückten Höhenstationen (Graubünden, Wallis, Innerschweiz) Daten mittels Richtstrahl-Datenfernübertragung (DFÜ/EDI) an die zwei Einsatzzentralen (EZ LUV I Andermatt und II Attinghausen im hot standby-Modus) via Relaisstationen übermittelt wurden. Die laufend in Echtzeit aufbereitete und mit einsatztechnischen und betriebslogistischen Zusatzinformationen ergänzte Gesamtluftlage diente als Berechnungsgrundlage für die Florida-Hauptfunktionen Vorwarnung, Luftverteidigung und Flugsicherung (LUV). Mit Florida verfügte die Schweiz über das damals modernste vollintegrierte digitale Luftverteidigungssystem weltweit.

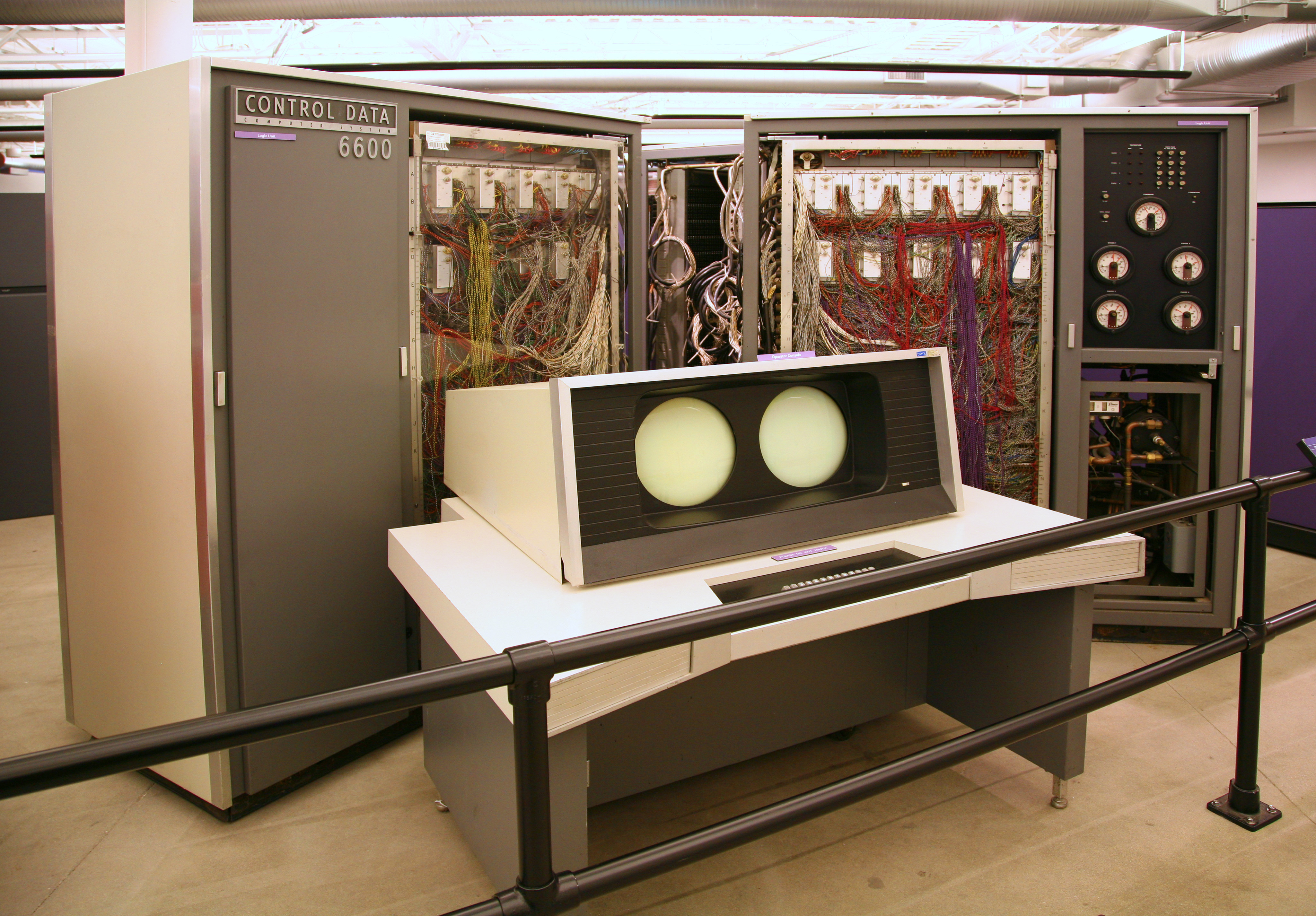
CDC 6600

Das aus der Gesamtverteidigungsstrategie abgeleitete Pflichtenheft forderte eine integrierte Abwicklung sämtlicher taktischen Funktionen der Flieger- und Fliegerabwehrtruppen, die Sicherstellung der Koordination mit der zivilen Flugsicherung und die Bevölkerungsalarmierung im Katastrophenfall. Da der Hersteller Hughes Aircraft Company Vorbehalte bezüglich der technischen Machbarkeit ihres Systems aufgrund des damaligen Standes der Technik anbrachte, musste das System von der Armee in eigener Regie und in Zusammenarbeit mit Spezialisten (ETH usw.) an die erhöhten schweizerischen Bedürfnisse angepasst werden. Für die technischen Herausforderungen und der Komplexitätsgrad musste Neuland betreten werden: Projektmanagement mit der damals neuen Netzplantechnik sowie neu zu entwickelnde Software und Computertechnologien (Ausfallsicherheit, Echtzeitfähigkeit, Datenfernübertragung, Lineare Optimierung, das 1964 eingeführte Computersystem CDC 6600 der Control Data Corporation usw.).
Florida stand von 1970 bis 2002 in teilweisem Dauereinsatz, wurde laufend verbessert und an neue Bedürfnisse angepasst. Eine wichtige Ergänzung erfolgte ab 1979 mit «Flinte», dem digitalen Führungsinformationssystem der Flieger- und Flab-Truppen. Die Informatikbrigade (Ik Br) 34 (heute LVb FU 30 der FULW) betrieb, lange bevor das Internet privat zugänglich wurde, das System «Flinte» als «geschlossenes» System mit dem gleichen Prinzip. «Flinte» unterstützte die Planung, Befehlsgebung, Kontrolle und Auswertung in der Führung und Einsatzleitung der Luftwaffe, lieferte sämtliche Wetter- und Lawineninformationen und diente als zusätzliches Element für die Nachrichtenbeschaffung. Florida und Flinte waren eigenständige schweizerische Innovationen der Softwareentwicklung, die dem Stand der Technik um rund zehn Jahre vorauseilten.
Eine Florida-Radarantenne, Statusboard, zwei Konsolen und eine komplette Rechenzentrale befinden sich heute im Flieger-Flab-Museum Dübendorf.

## Technik
Das Florida-System kann in drei Hauptkomponenten aufgeteilt werden:

### Die vier Radaranlagen auf den Höhenstandorten
Nachdem auf dem Wangenerberg bei Dübendorf ein Prototyp installiert worden war, wurden auf den Höhenstandorten Pilatus, Scopí, Weisshorn und Weissflue die Radaranlagen gebaut. Die drehbaren Radarantennen bestanden jeweils aus einem Primärradar und einem Sekundärradar über dem Primärradar. Sie konnten vollständig in den Berggipfel eingefahren werden, der automatisch mit einem massiven Tor verschlossen wurde. Die Höhenstandorte waren zudem mit 20-mm-Flabgeschützen unter drehbaren Wetterschutzkuppeln zur Selbstverteidigung ausgerüstet. Als Radar kam das von Hughes entwickelte HR-500-Radar mit einer Phased-Array-Antenne zum Einsatz. Dieses Radar basierte auf dem Prototyp Light Weight 3D Radars (LW 3D). Das HR-500-Radar arbeitete im C-Band und die installierte Radarreichweite betrug bis zu 600 km. Die mittlere Sendeleistung lag bei 12 Kilowatt und die maximale Sendeleistung betrug 2,4 Megawatt.
Nach der Inbetriebnahme der Radargeräte wurden erhebliche Schwachstellen festgestellt. So konnten z. B. keine Ziele in Flughöhen von unter 2000–4000 m verfolgt werden. Ebenso konnten keine langsam fliegende Ziele unter 150 km/h verfolgt werden. Weiter existierte keine Doppler-Radar-Verarbeitung zur Festzielunterdrückung (Moving Target Indication) sowie zur Unterdrückung von Bodencluttern und Wettercluttern. Auch war das Radar anfällig gegenüber Elektronische Gegenmassnahmen sowie beim Einsatz von Düppeln zur Radartäuschung. Diese Schwachstellen konnten z. T. erst in den Folgejahren behoben werden. Die letzten Ausbesserungen fanden in den 1990er-Jahren statt.

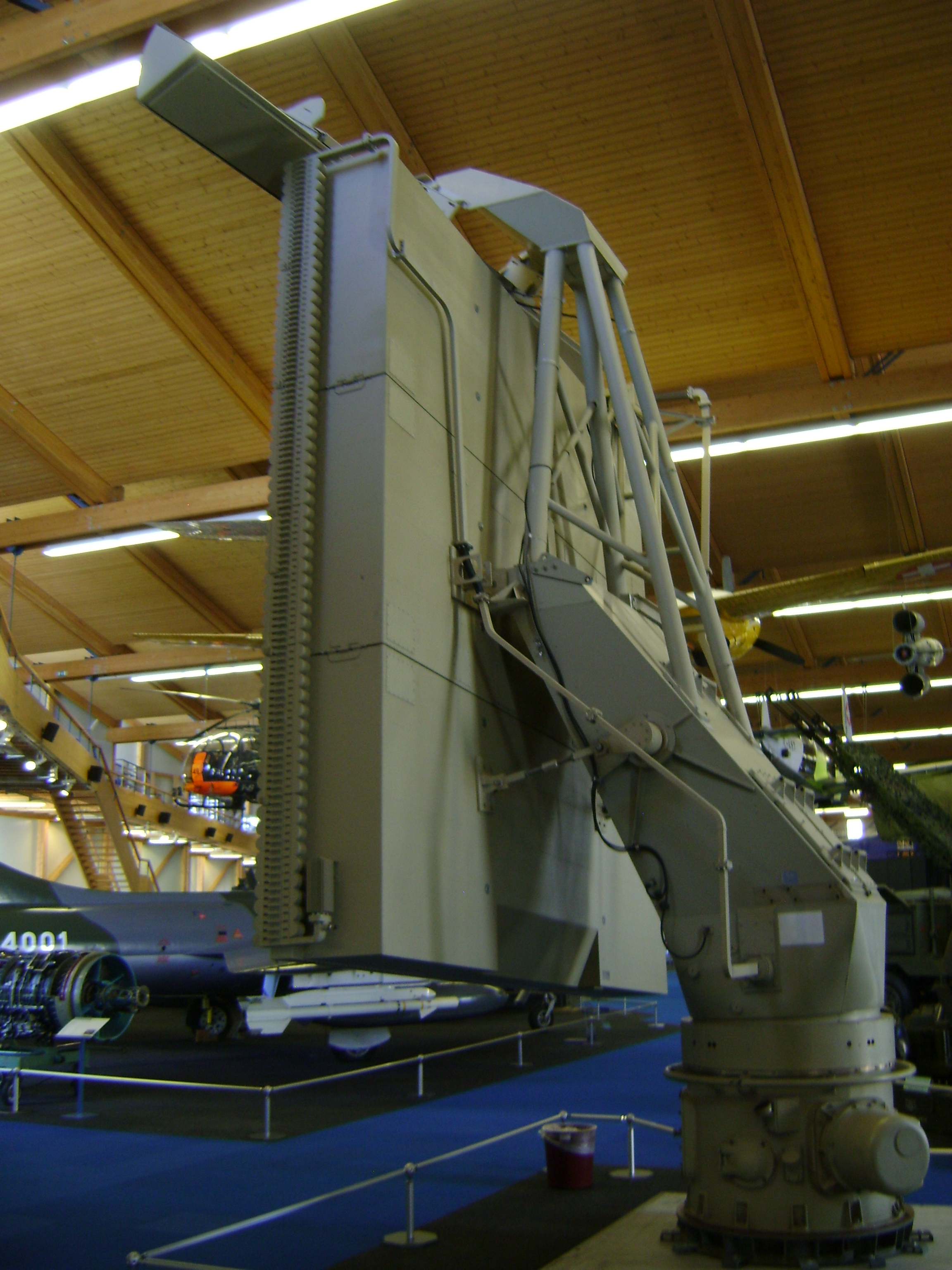
Florida-Radar

### Die Einsatzzentralen
Es waren mehrere Einsatzzentralen vorhanden, geschützte Einsatzzentralen in Gebirgskavernen (diese wurden später auf das FLORAKO-System umgerüstet) und eine Einsatzzentrale für Friedenszeiten in Dübendorf, diese befindet sich gleich neben dem Überwachungsgeschwader-Gebäude und wird heutzutage von der zivilen Skyguide als Testcenter benutzt. Die Konsolen waren mit einem Trackball ausgerüstet (Vorläufer der Computermaus) und ermöglichten es jeden Radartrack schnell zu bearbeiten wenn das Florida-System ihn nicht selbst automatisch identifizieren konnte. Jede Konsole hatte mehrere Zahlendisplays die dem Jägerleiter immer den aktuellen Abfangkurs für die unter seiner Führung fliegenden Flugzeuge auf ein ausgewähltes Ziel zeigten. Diese Daten übermittelte der Jägerleiter über Funk im Bambini-Code. Ausserdem war jede Einsatzzentrale mit einem grossen Statusboard ausgerüstet der die wichtigsten Informationen aller Militärflugplätzen anzeigte.

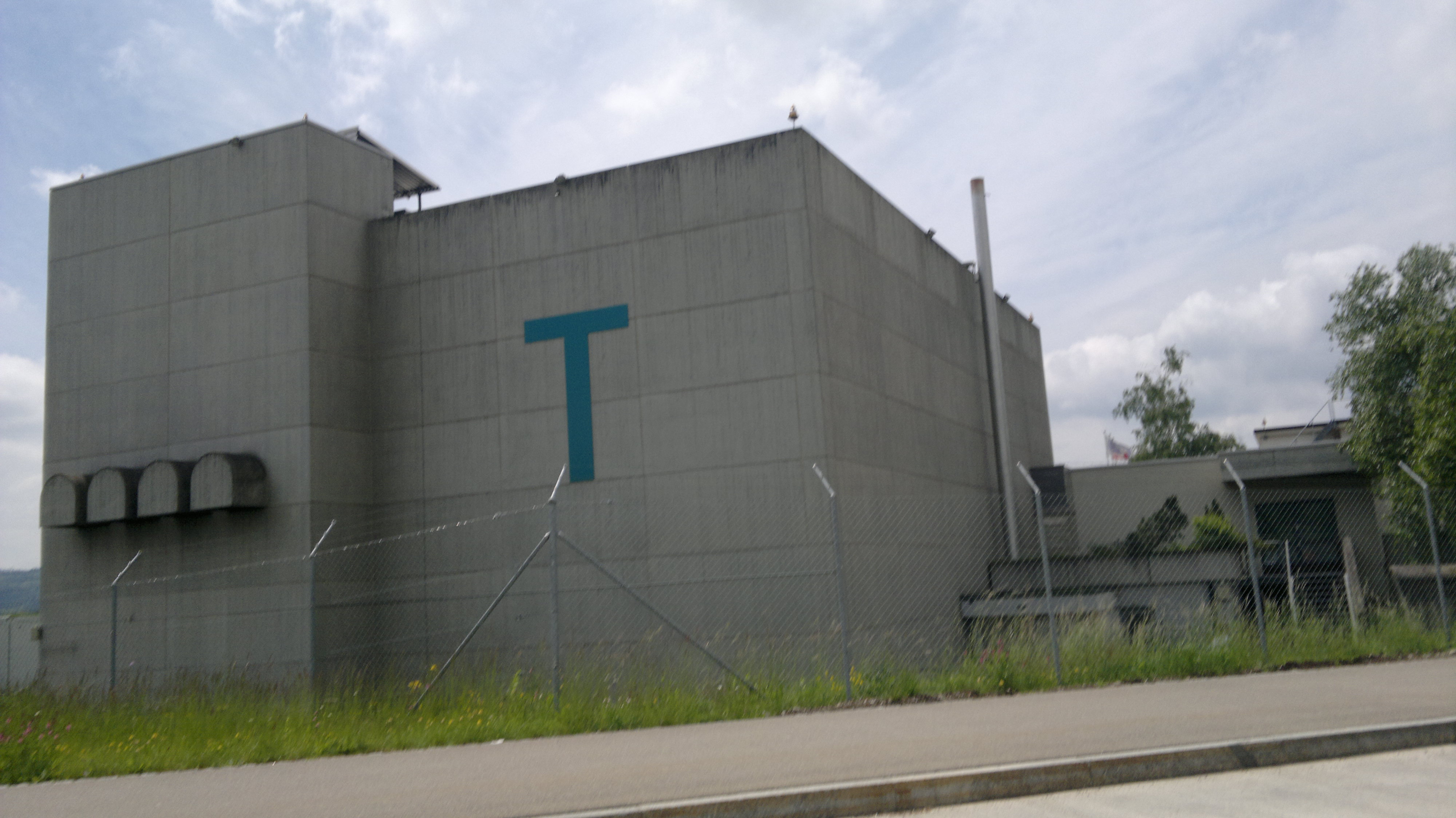
Ehemalige Einsatzzentrale

### Die Rechenzentrale
Die Rechenzentrale bestand in erster Linie aus dem Rechensystem mit den entsprechenden Peripheriegeräten (Magnetband, Drucker, Lochkarten und Lochstreifen) sowie den Schnittstellengeräten (Interfaces) für die Datenkommunikation mit den lokalen (Bildschirmkonsolen, Statusboard etc.) und den externen Teilsystemen (Redundante Rechenzentralen, Radarstationen, BL-64 Stellungen, Peiler usw.) Der Rechner konnte die Daten von bis zu 400 Flugzeugen gleichzeitig verarbeiten.

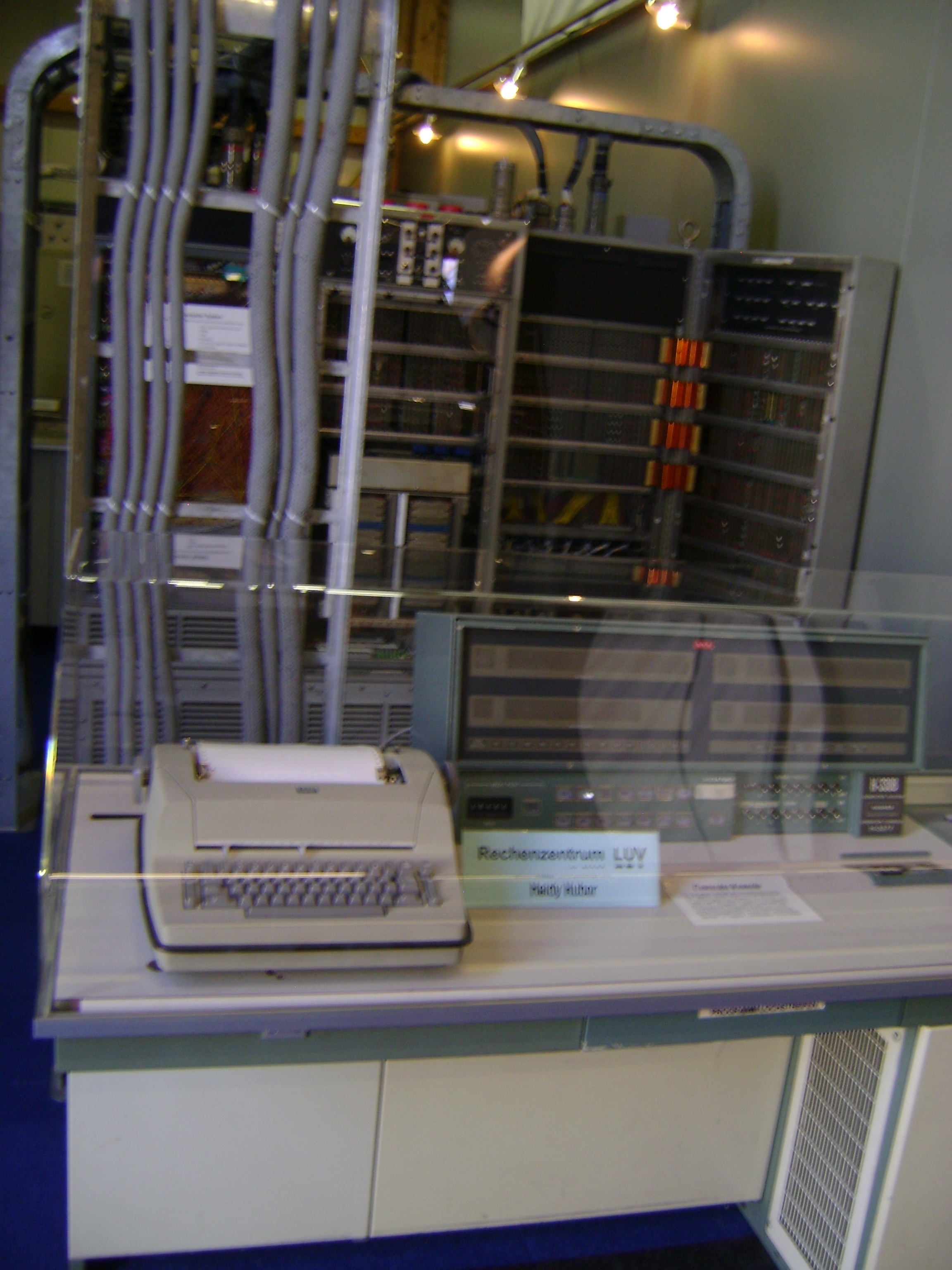
Eingabestation Florida-Rechenzentrale
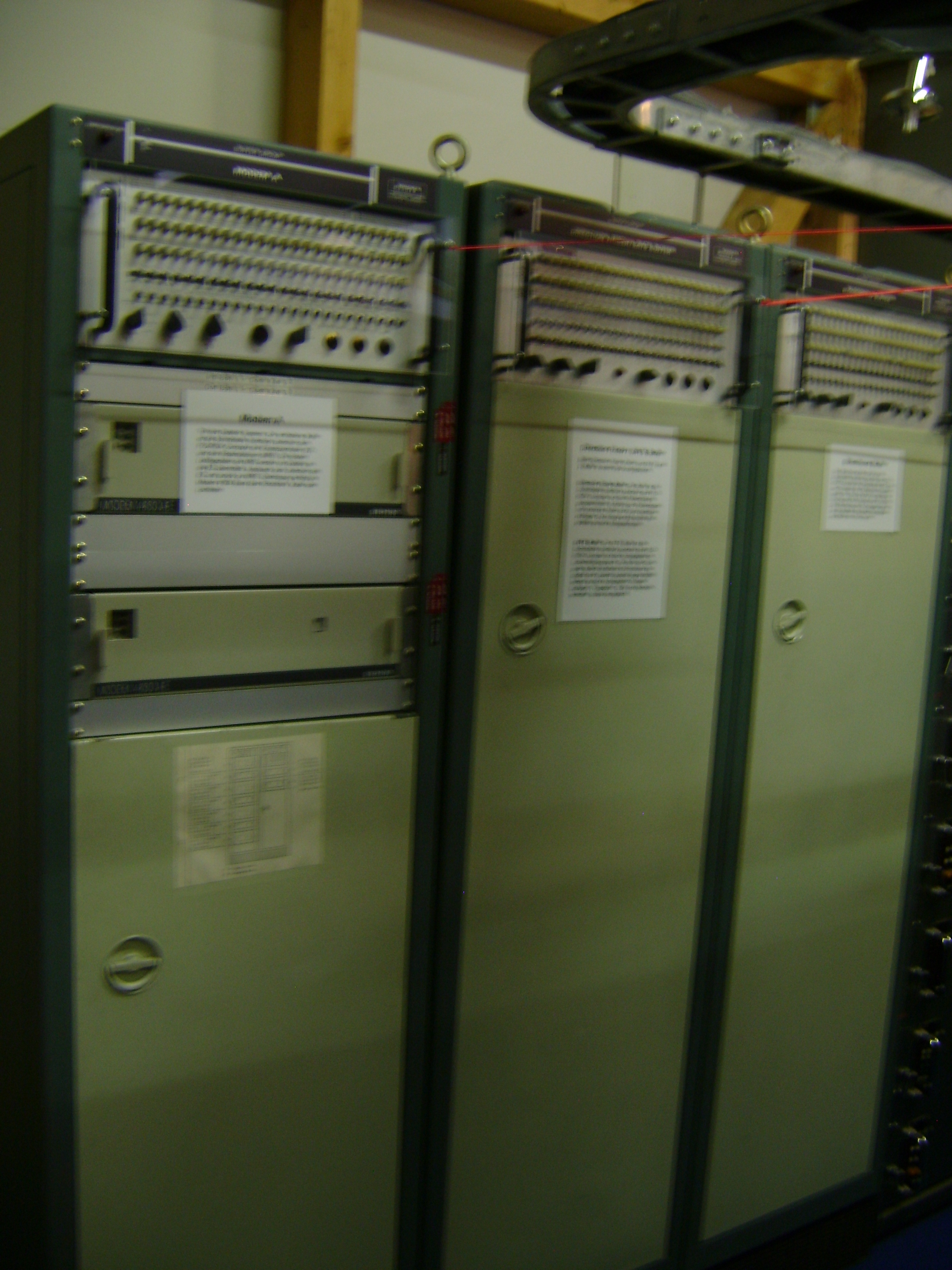
Florida-Rechner
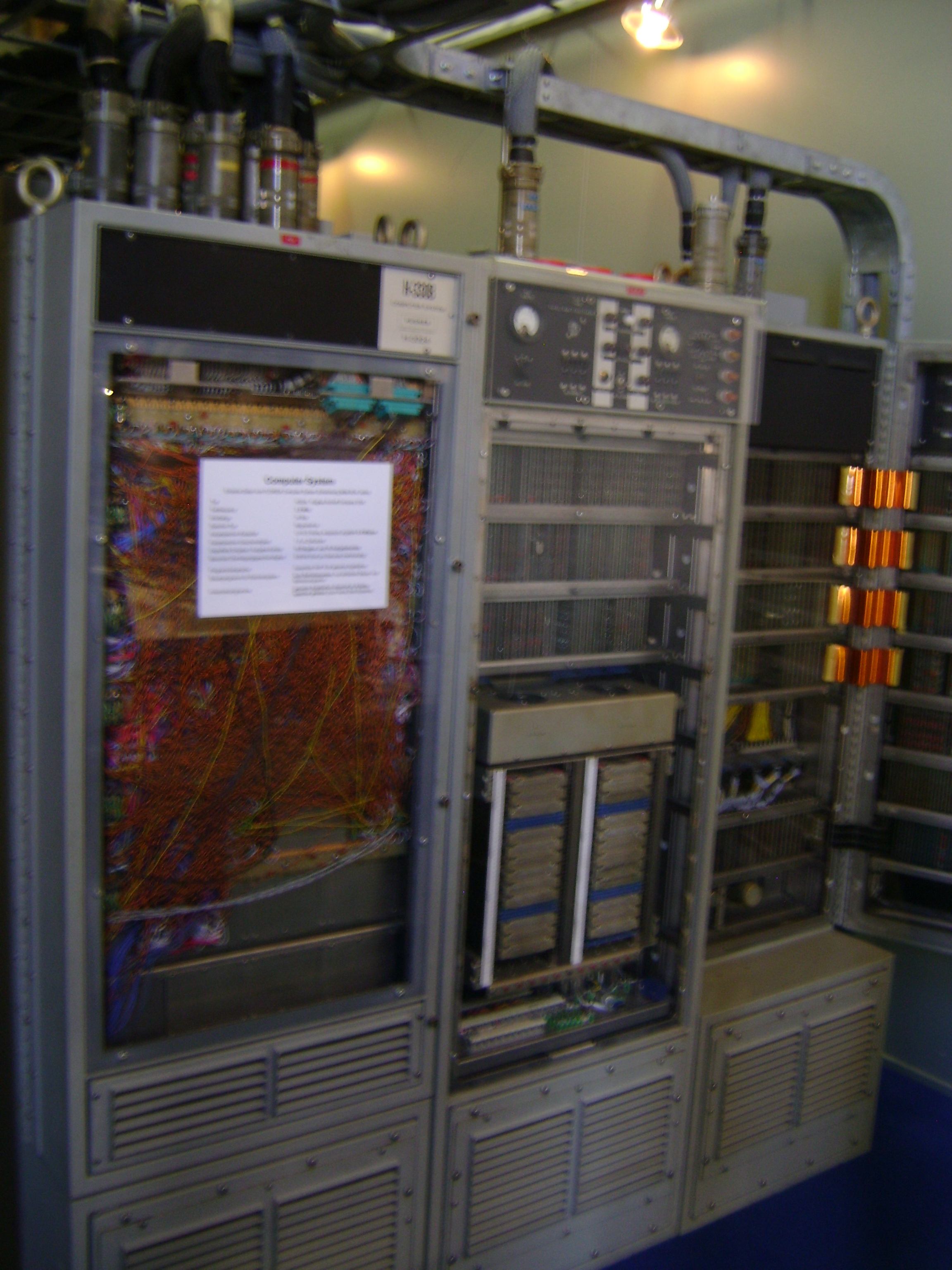
Florida-Rechner
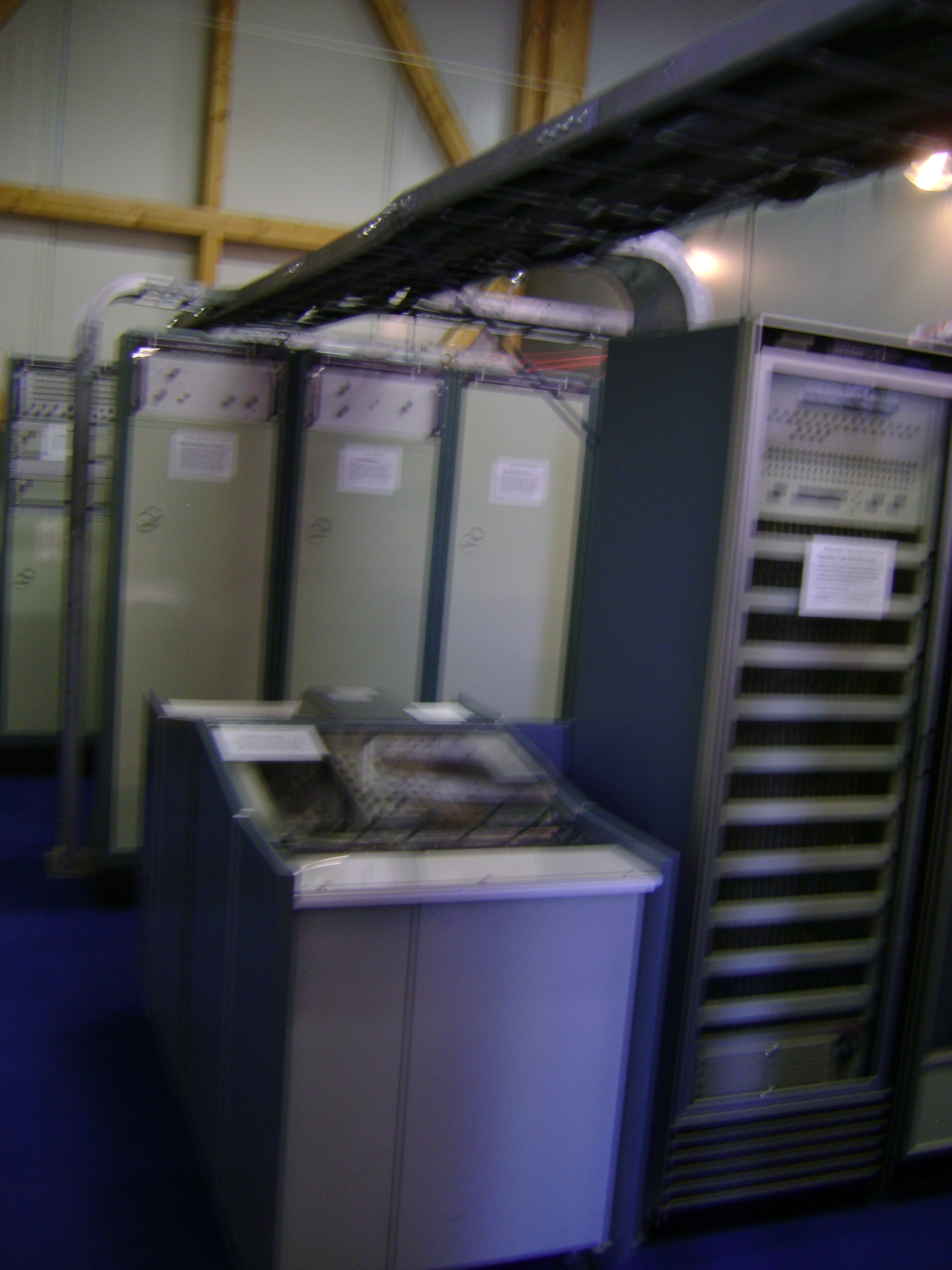
Florida-Rechner

## Aufgaben
- Bildung einer bereinigten, identifizierten Gesamtluftlage auf Grund der übermittelten lokalen Luftlagen der verschiedenen Radarstationen. Laufende Aktualisierung der Daten.
- Datenkommunikation mit allen im System Florida integrierten internen und externen Teilsystemen.
- Bereitstellung der Daten zur Darstellung der Luftlage auf den Anzeigekonsolen sowie der Bereitschaft und Zustandes der eigenen Mittel auf dem Statusboard im Luftverteidigungsraum.
- Berechnung von Lösungsvorschlägen für den Einsatz von Jägern oder Lenkwaffen zur Bekämpfung von feindlichen Flugzeugen auf Verlangen der Operator (Luftverteidigung).
- Berechnung und Darstellung von laufend aktualisierten Führungsdaten entsprechend dem ausgewählten Einsatzverfahren zuhanden des Operators.
- Unterhaltsfähigkeit der operationellen Software und der Testsoftware sowie Simulation von ausgezeichneter Luftlagen für die Ausbildung von Milizpersonal.